# BG 74 Göttingen
Die BG 74 Göttingen (Basketballgemeinschaft Göttingen von 1974 e. V.) ist ein Göttinger Sportverein, der ursprünglich als Basketball-Verein gegründet wurde. Zwischenzeitlich kamen die weiteren Sparten Baseball, American Football, Cricket, Ultimate Frisbee und Gymnastik hinzu. 2007 stieg die Herren-Basketballmannschaft in die Bundesliga auf und wurde in eine GmbH ausgegliedert, woraufhin der Verein eine neue Basketballmannschaft gründete.

## Geschichte
Die Basketballsparten der beiden Göttinger Vereine TG 46 Göttingen und Tuspo 61 Göttingen bildeten im Jahr 1970 die Spielgemeinschaft BG 46/61 Göttingen, die ursprünglich nur der erste Schritt auf dem Weg zur Fusion der beiden Vereine sein sollte. Als die Fusionspläne scheiterten, standen die Verantwortlichen vor der Wahl die Spielgemeinschaft wieder aufzulösen oder einen neuen Basketballverein zu gründen. Man entschied sich 1974 für eine Neugründung, die BG 74 Göttingen. Der größte Erfolg der Vereinsgeschichte war der Aufstieg der Herren-Mannschaft unter Coach John Patrick in die Basketball-Bundesliga im Jahre 2007. Aus wirtschaftlichen und rechtlichen Beweggründen zum Schutz des Vereinswesen wurde das Bundesliga-Team der Herren als BG Göttingen ausgegliedert.

## Basketball

### Herren
Die erste Herrenmannschaft der BG Göttingen spielte seit Gründung der 2. Basketball-Bundesliga im Jahr 1975 nahezu ununterbrochen in dieser Klasse. Mehrfach scheiterte die Mannschaft knapp am Bundesliga-Aufstieg. Herren-Headcoach John Patrick übernahm die Mannschaft nach einem einjährigen Trainer-Engagement in Japan zur Saison 2006/07 wieder und schaffte 2007 den Aufstieg in die Basketball-Bundesliga.
Seit der Lizenzübertragung spielten die neuen I. Herren der BG 74 Göttingen zunächst in der Regionalliga, bevor der Abstieg in die Oberliga (2014) unausweichlich war. Seit 2023 spielt die 1. Herren der BG74 in der 2. Regionalliga. Die Herrenmannschaft überzeugt unter Head Coach Jonas Fischer mit beeindruckendem Teambasketball. Abseits des Feldes schafft die BG74 mit einem DJ, Getränkeverkäufen, Halbzeitunterhaltung und anderen Heimspielevents für eine besondere Stimmung in der 2. Regionalliga und lockt so ca. 300 Zuschauer zu ihrem Heimspielen an.

### Damen
Die Damenmannschaft spielte seit Vereinsgründung immer in einer der obersten drei Ligen. 1978 schloss sich die Damenbasketballabteilung des mehrfachen Deutschen Meisters Göttingen 05 der BG an. Im Jahr 2003 stieg man wieder in die 1. Damen-Basketball-Bundesliga und spielte dort bis zur Saison 2008/09. Die Aufstiegsmannschaft wurde bis zur Mitte der Saison 2006/07 von Mahmut Ataman trainiert. Ab diesem Zeitpunkt übernahm der bisherige Co-Trainer Vlastibor Klimeš das Team. Gelang unter ihm zunächst nur der Klassenerhalt, indem man die Abstiegsrunde gewann, erreichte das Team in der Saison 2007/08 den vierten Platz und spielte damit in den Play-offs um die deutsche Meisterschaft. Am Ende der Saison 2007/08 gab der Verein ein Defizit von 120.000 Euro bekannt und teilte mit, dass der Fortbestand der Damenmannschaft in der 1. Bundesliga gefährdet sei. Eine Rettungsaktion von Fans und Sponsoren sicherte jedoch den Erstligaverbleib. 2008 gab Göttingen den Abschluss eines Vertrages mit einem Namenssponsor für das Damenteam bekannt. Die Erstligamannschaft der Damen ging daher als Trinos Göttingen in die Saison 2008/09. Ebenso wurde Jennifer Kerns als Co-Trainerin ernannt, spielte jedoch weiterhin als Aktive auf dem Feld mit. Nach der Saison 2008/09 gab es erneut finanzielle Probleme. Diese führten dazu, dass dem Team keine Erstligalizenz erteilt wurde. Da man keine Lizenz für die 2. Liga beantragt hatte, wurde die Mannschaft aus dem Spielbetrieb zurückgezogen. Vier Spielerinnen des ehemaligen Bundesligateams wechselten daraufhin in die 1. Regionalliga zur zweiten Mannschaft, darunter Jennifer Kerns, welche als Trainerin des neuen Teams agierte. Durch den Abschied aus der überregionalen Liga zog sich der Namenssponsor zurück, sodass das Team nunmehr wieder unter dem Namen des Stammvereins, BG 74 Göttingen, spielte. In der Saison 2010/11 erreichte die Mannschaft unter Trainerin Kerns den Aufstieg aus der Regionalliga in die Zweite Bundesliga Nord. Im Laufe des Folgejahres gab es wiederum finanzielle Probleme, welche jedoch kurzfristig gelöst werden konnten und der Spielbetrieb für die restliche Saison gesichert wurde. Das Team von Jennifer Kerns erreichte als Aufsteiger direkt die Teilnahme an den PlayOffs. Man gewann schließlich die Playoffs der Saison 16/17 und stieg nach dem 2:1 gegen die TG Neuss Tigers und nach dem 2:0 gegen Wolfpack Wolfenbüttel auf.
Das erste Jahr in der 1. Bundesliga war erwartungsgemäß schwer. Erst am letzten Spieltag konnte man den Klassenerhalt sichern. Gekrönt wurde die Saison durch die Bronzemedaille im Pokal-Final-4 in Chemnitz. Hervorheben muss man die Saison 2020/21 – wegen der COVID-19-Pandemie ohne Zuschauer. Mit starken Leistungen erreichte man zum Ablauf der Hauptrunde mit dem fünften Rang die beste Platzierung der vorangegangenen Jahre.
Die BG-Damen stellten am Ende der Saison 2024/25 keinen Lizenzantrag für die folgende Spielzeit in der ersten 1. DBBL und zogen sich aus wirtschaftlichen Gründen in die 2. Liga Nord zurück.

#### Kader
Kader 2014
| Nr. | Name              | Position       | Größe  | Nationalität       | Geb.-Jahr |
| --- | ----------------- | -------------- | ------ | ------------------ | --------- |
| 1   | Nicole Jones      | Center         | 1,88 m | Vereinigte Staaten | 1989      |
| 5   | Lucia Thüring     | Guard          | 1,64 m | Deutschland        | 1991      |
| 7   | Mayka Pilz        | Forward        | 1,83 m | Deutschland        | 1991      |
| 8   | Johanna Hirmke    | Guard          | 1,70 m | Deutschland        | 1988      |
| 9   | Maike Jörgensen   | Guard          |        | Deutschland        | 1991      |
| 10  | Maj vom Hofe      | Center         |        | Deutschland        | 1996      |
| 11  | Melina Müller     | Forward/Center | 1,84 m | Deutschland        | 1992      |
| 12  | Corinna Dobroniak | Guard          | 1,74 m | Deutschland        | 1996      |
| 13  | Nekane Krumm      | Forward        | 1,78 m | Deutschland        | 1988      |
| 18  | Lena Wenke        | Forward        |        | Deutschland        | 1996      |
| 23  | Klaudia Grudzien  | Forward        | 1,83 m | Deutschland        | 1990      |
| 24  | Jana Lücken       | Forward        | 1,78 m | Deutschland        | 1989      |
| 33  | Rickiesha Bryant  | Center         | 1,91 m | Vereinigte Staaten | 1990      |

| Nr. | Name                          | Position | Größe  | Nationalität       | Geb.-Jahr |
| --- | ----------------------------- | -------- | ------ | ------------------ | --------- |
| 0   | Lilly Oswald                  |          |        | Deutschland        | 2003      |
| 2   | Andrea Glomazic               | Guard    | 1,80 m | Montenegro         | 2001      |
| 4   | Meike Oevermann               | Guard    | 1,67 m | Deutschland        | 2003      |
| 5   | Brynn Ann Masikewich          | Center   | 1,90 m | Kanada             | 2021      |
| 8   | Thalia Kretschmar             | Forward  | 1,86 m | Deutschland        | 1994      |
| 10  | Vasiliki Zuzana Karambatsa    | Center   | 1,86 m | Griechenland       | 1996      |
| 11  | Emilie Dohrmann               | Guard    | 1,76 m | Deutschland        | 2006      |
| 15  | Kylie Savannah Kornegay-Lucas | Guard    | 1,78 m | Vereinigte Staaten | 2001      |
| 17  | Alexandra Liestmann           | Forward  | 1,83 m | Deutschland        | 2006      |
| 22  | Melanie Crowder               | Guard    | 1,74 m | Deutschland        | 2000      |
| 26  | Lena Wenke                    | Forward  | 1,78 m | Deutschland        | 1996      |
| 29  | Alice Marie-Therese C. Bremer | Forward  | 1,86 m | Belgien            | 2000      |
| 35  | Leslia Kefu Finau             | Guard    | 1,78 m | Vereinigte Staaten | 2000      |
| 51  | Marika Fengkohl               | Guard    | 1,72 m | Deutschland        | 2000      |

Trainerin: Ruzica Dzankic  Kroatien
Co-Trainerin: Yuka Maeda  Japan
Geschäftsführer: Richard Crowder
| Nr. | Name                       | Position | Größe  | Nationalität       | Geb.-Jahr |
| --- | -------------------------- | -------- | ------ | ------------------ | --------- |
| 4   | Meike Oevermann            | PG, SG   | 1,67 m | Deutschland        | 2003      |
| 6   | Annika Oevermann           | SG       | 1,69 m | Deutschland        |           |
|     | Jenny Crowder              | PG       | 1,66 m | Deutschland        |           |
|     | Thalia Kretschmar          | C, PF    | 1,85 m | Deutschland        |           |
| 10  | Vasiliki Zuzana Karambatsa | C, PF    | 1,66 m | Griechenland       | 1996      |
| 11  | Emilie Dohrmann            | SG, SF   | 1,75 m | Deutschland        | 2006      |
| 26  | Lena Wenke                 | SG       | 1,79 m | Deutschland        | 1996      |
|     | Teresa Faustino            |          |        | Portugal           |           |
|     | Lilly Philipps             |          |        | Vereinigte Staaten |           |
|     | Sophie Philipps            |          |        | Vereinigte Staaten |           |
|     | Katie Peneueta             |          |        | Vereinigte Staaten |           |

#### Ehemalige Spielerinnen
In der Zeit der DBBL von 2003–2009:
| - Stefanie Grigoleit - Petra Simoncicova (unbekannt) - Riika Lehtonen (Karriereende) - Meike Warnecke (jetzt NB Oberhausen II, Regionalliga) - Cornelia Mayer (Karriereende) - Vera Seefeld (Karriereende und Generalmanager bis 2009 bei Düsseldorf Magic) - Kaisa Anneli (unbekannt) - Jackie Higgins (unbekannt) - Antkea Thies (unbekannt) | - Agatha Klimek (unbekannt) - Missy West (jetzt: Trainerin Hartwick Athletics) - Annika Danckert (jetzt TSV Amicitia Viernheim, 2. DBBL Süd) - Zuzanna Sakova (jetzt: unbekannt) - Randi Morgan (jetzt: unbekannt) - Sarah Austmann (jetzt: evo New Basket Oberhausen, DBBL) - Sarah Goltze (jetzt: IFS Frankreich NF1) - Elisa Ruhl (TSV Amicitia Viernheim) - Barbara Csipko (Karriereende) - Andrea Harder (Karriereende) | - Durdica Prijic (jetzt: unbekannt) - Nicole Castro (Karriereende) - Katharina Fikiel (Karriereende) - Claudia Fiedler (Karriereende) - Marloes Roetgerink (Yellow Bike/Holland) - Heather Ernest (Karriereende) - Riikka Lehtonen (jetzt: unbekannt) - Petra Simoncicova (jetzt: unbekannt) - Dasa Rajecka (jetzt: unbekannt) - Lucia Thüring (jetzt: Osnabrücker SC Panthers, 2. DBBL) | - Ilisha Jarret (jetzt: unbekannt) - Anna Sykorova (jetzt: unbekannt) - Suska Berger (jetzt: BC Wildcats Wolfenbüttel, DBBL) - Michaela Abelova - Sarka Kucerova (jetzt: unbekannt) - Lucie Müllerova (jetzt: unbekannt) - Jaysie Chambers (jetzt: unbekannt) - Julie Kongeskov Jensen (jetzt: unbekannt) - Saskia Hähnel (jetzt: Karriereende wegen Verletzung) |

- Müllerova wurde im Oktober 2008 gekündigt. Anfang November 2008 Jaysie Chambers[7] und Mitte November 2008 Julie Kongeskov Jensen verpflichtet.[8]
- ² Anfang November 2008 wurde die Verpflichtung von Anna Sykorova bekanntgegeben[9]

### Nachwuchs
Die Jugendarbeit liegt im Fokus der BG 74 Göttingen. Unter den Coaches Aaron Plate und Felix Gerland erreichte die U14  im Jahr 2014 im Final Four um die deutsche Meisterschaft, ausgetragen in Göttingen, vor 1.000 Zuschauer die Vize-Meisterschaft und war im Finalspiel nur vom FC Bayern München Basketball zu besiegen.
Weiterhin kann die BG 74 mehrere Niedersachsenmeisterschaften und weitere Meisterschaften vorweisen.

## Spielstätte

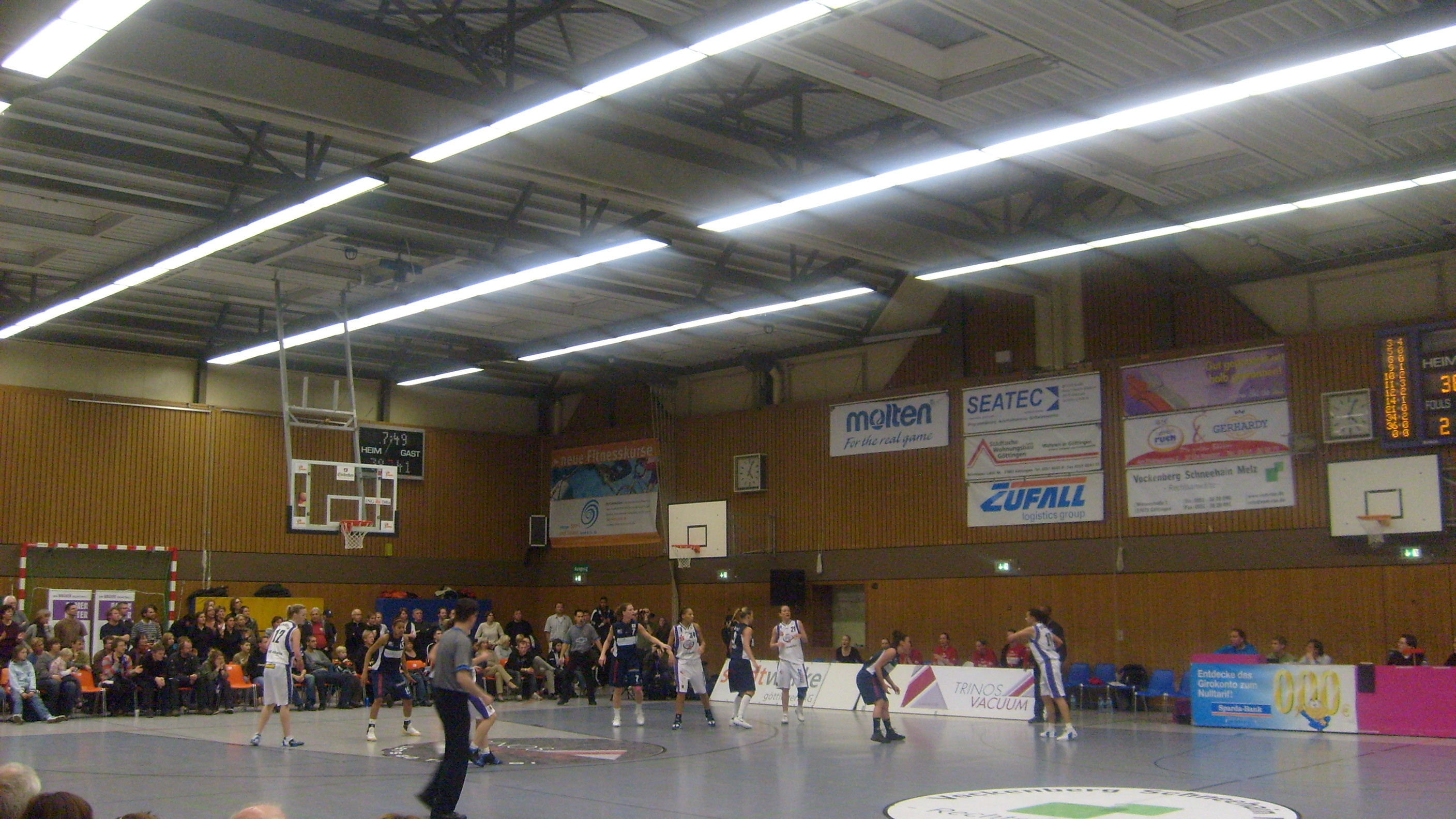
Damenmannschaft in der DBBL im Dezember 2008 in der Sporthalle des FKG

Die Halle des Felix-Klein-Gymnasiums an der Böttingerstraße, welche auch das Clubheim der BG 74 Göttingen beinhaltet, ist die derzeit offizielle Heimhalle der BG 74 Göttingen. Die FKG-Halle ist für 1250 Zuschauer zugelassen.

## Weitere Sparten
Außer Basketball werden bei der BG American Football (Mannschaftsname: Göttingen Generals), Baseball (Mannschaftsname: Göttingen Allstars), Gymnastik, Rollstuhlbasketball, Ultimate und Volleyball angeboten.